# Miguel Anxo Fernán-Vello
Miguel Anxo Fernán-Vello (Cospeito, 1958) és un escriptor gallec.

Membre de l'Associació d'Escriptors en Llengua Gallega i AGAL. Fundà Edicións Espiral Maior (1991) i fou un dels fundadors de les revistes Cen augas e Agália. Fou premiat en el VIIº Concurs Modesto R. Figueiredo amb Anti-memória dun dia.

## Obra
- Auto insólito do autor, 1985 (teatre)
- Livro das paisaxes vivas, 1985 (poemari)
- Conversas en Compostea con Carballo Calero, 1986 (amb Pillado Mayor)
- Entre água e fogo (Cantos da terra posuída), 1987 (poemari)
- Cuarteto para unha noite de verao, 1988 (teatre)
- A nación incesante. Conversas con Xosé Manuel Beiras, 1989 (amb Pillado Mayor)
- A casa dos afogados, 1989 (teatre)
- Poemas da lenta nudez, 1994 (poemari)
- As certezas do clima, 1996 (poemari)
- Territorio de desaparición, 2004 (poemari)